# Udo Jürgens
Udo Jürgens, nascido Udo Jürgen Bockelmann (Klagenfurt, 30 de setembro de 1934 – Münsterlingen, 21 de dezembro de 2014), foi um compositor e cantor suíço-austríaco.

## Biografia
Jürgens tornou-se famoso quando venceu o Festival Eurovisão da Canção, em 1966, com a canção "Merci chérie" (Obrigado, querida). Apesar das suas músicas serem cantadas quase todas em língua alemã, ele foi conhecido não apenas nos países germanófonos, mas em toda a Europa. Certa imprensa sensacionalista tem-lhe atribuído um carácter de mulherengo e muitas mulheres reclamam que ele é pai de várias crianças. Em Setembro de 2003, o jornal Bild revelou que Jürgens casou secretamente com Corinna em Nova Iorque, em 4 de Julho de 1999.
Ao longo de sua carreira, Jürgens compôs mais de mil canções, muitas das quais eram de Super Hits. Ele produziu mais de 50 álbuns e vendeu mais de 100 milhões de discos. Udo Jürgens, ficou mundialmente conhecido; com a interpretação da música: " Walk Away " em 1977. Em Portugal e no Brasil a sua composição mais conhecida é "Verde Vinho" (Grieschicher Wein: Vinho grego), na versão cantada por Paulo Alexandre.
Faleceu em 21 de dezembro de 2014.

## Discografia
| Álbum                                             | Ano  | DE | AT | CH |
| ------------------------------------------------- | ---- | -- | -- | -- |
| Traumtänzer                                       | 1983 | 24 | –  | –  |
| Hautnah                                           | 1984 | 12 | 7  | 24 |
| Treibjagd                                         | 1985 | 26 | 17 | –  |
| Deinetwegen                                       | 1986 | 33 | 29 | –  |
| Das blaue Album                                   | 1988 | 14 | 11 | 17 |
| Sogar Engel brauchen Glück                        | 1989 | 25 | –  | –  |
| Ohne Maske                                        | 1989 | 27 | –  | –  |
| Live ohne Maske                                   | 1990 | –  | –  | –  |
| Das Traumschiff                                   | 1990 | –  | –  | –  |
| Geradeaus                                         | 1992 | 60 | 24 | –  |
| Open Air Symphony                                 | 1992 | –  | 37 | –  |
| Café Größenwahn                                   | 1993 | –  | 23 | –  |
| 140 Tage Café Größenwahn – Tour 94/95             | 1995 | –  | –  | –  |
| Zärtlicher Chaot                                  | 1996 | 91 | 20 | –  |
| Gestern-Heute-Morgen                              | 1996 | 54 | 17 | –  |
| Gestern-Heute-Morgen Live '97                     | 1997 | –  | 34 | –  |
| Der erste Sahne Mix                               | 1997 | 50 | 24 | –  |
| Aber bitte mit Sahne – Vol.2                      | 1998 | 34 | 21 | –  |
| Romantische Gefühle                               | 1998 | 93 | –  | –  |
| Ich werde da sein                                 | 1999 | 17 | 15 | –  |
| Mit 66 Jahren (Was wichtig ist)                   | 2000 | 9  | 6  | 41 |
| Mit 66 Jahren – Live 2001                         | 2001 | 51 | 23 | –  |
| Es lebe das Laster                                | 2002 | 27 | 8  | –  |
| Es werde Licht – meine Winter- & Weihnachtslieder | 2003 | 53 | 9  | –  |
| Es lebe das Laster – Udo live                     | 2004 | 61 | 45 | –  |
| Aber bitte mit Sahne (Jubiläums Edition)          | 2004 | 29 | 5  | 48 |
| Jetzt oder nie                                    | 2005 | 14 | 2  | 47 |
| Der Solo-Abend                                    | 2006 | 47 | 47 | –  |
| Jetzt oder nie – Live                             | 2006 | –  | 48 | –  |
| Einfach ich                                       | 2007 | 5  | 2  | 34 |
| Einfach ich – Live 2009                           | 2009 | –  | 30 | –  |